# Asaph Hall
Asaph Hall III. (Goshen, Connecticut, 15. listopada 1829. – Annapolis, Maryland, 22. studenoga 1907.), američki astronom, poznat po otkriću Marsovih mjeseca Fobosa i Deimosa 1877. godine Odredio je orbite prirodnih satelita inih planeta i dvostrukih zvijezda, rotaciju Saturna i masu Marsa.

## Životopis
Rođen u Goshenu u Connecticutu. Sin urara Asapha Halla II. (1800. – 1842.) i Hannah Palmer (1804. – 1880.). Djed po ocu Asaph Hall I. (11. lipnja 1735. – 29. ožujka 1800.) bio je časnik Američkog rata za neovisnost i državni zakodavac Connecticuta.
Zbog financijskih teškoća u obitelji radio je već od 16. godine i prekinuo školu, jer otac umro kad je Asaph imao 13 godina. Bio je šegrt kod drvodjelca. Ovdje je stekao veliku strast za matematiku. Upisao je koledž Central u McGrawville, New York, gdje je studirao matematiku. Podučavala ga je instruktorica geometrije i njemačkog Angeline Stickney, s kojom se oženio 1856. godine. Od godine 1856. radi u zvjezdarnici Harvardovog sveučilišta u Cambridgeu, Massachusetts. Pokazao se kao stručnjak za putanje nebeskih tijela.
Godine 1862. postao je astronom-asistent na Vojnopomorskom opservatoriju SAD u Washingtonu. Unutar godine postao je profesor. 1875. godine postao je glavnom osobm za 66-centimetarskim Velikim ekvatorskim refraktorskim teleskopom, najvećim refraktorskim teleskopom te vrste u svoje vrijeme. Njime je otkrio Fobos i Deimos kolovoza 1877. godine. 
1875. primio je za novaka Henryja S. Pritchetta 1875. godine. 
Uočio je bijelu točku na Saturnu koja mu je poslužila kao oznaka za utvrditi rotacijsko razdoblje ovog planeta. Godine 1884. pokazao je da je položaj eliptične orbite Saturnovog mjeseca Hiperiona retrogradan za oko 20° godišnje. Istraživao je zvjezdane paralakse i položaje zvijezda u skupu Vlašićima.
Dobio je Zlatnu medalju Kraljevskog astronomskog društva Velike Britanije 1879. godine za razna područja.
Mjesečev krater Hall dobio je ime po Asaphu Hallu.

## Vanjske poveznice
- (engl.) US Naval Observatory  Arhivirana inačica izvorne stranice od 11. lipnja 2008. (Wayback Machine)